# Magna cum laude
Magna cum laude je latinski izraz, ki pomeni »z veliko častjo«. Uporablja se v akademskih okoljih, za označevanje in nagrajevanje visokih akademskih dosežkov. Na primer, na univerzah lahko študenti, ki diplomirajo z visokim povprečjem ocen, prejmejo to priznanje, kot znak njihovega trdega dela in predanosti.
Te in druge akademske pohvale in nagrade niso na noben način povezane z podelitvijo diplom častnih doktoratov, na drugih neakademskih področjih zaslužnim osebnostim.

## Druge vrste akademskih nagrad in pohval
Poleg Magna cum laude obstajajo še druge oblike akademskih pohval, ki se uporabljajo za označevanje različnih stopenj akademskih dosežkov: 
Summa cum laude je najvišja akademska pohvala in pomeni »z najvišjo častjo«. Podeljuje se študentom z izjemno visokimi akademskimi dosežki.
Izraz cum laude pomeni »s častjo« in se podeljuje študentom z visokimi, vendar ne najvišjimi akademskimi dosežki.
Izraz bene merenti pomeni »dobro zaslužen« in se uporablja za priznanje študentom za njihove nadpovprečne zasluge in dosežke.